# 中国驻匈牙利大使列表
本列表为滿洲國、中華民國和中華人民共和國驻匈牙利历任大使名录。

## 历任中国驻匈牙利大使
奥匈帝国解体前，清廷曾派遣出使奥斯马加国钦差大臣，之后中华民国也曾派遣驻奥匈帝国公使。

### 附：满洲国驻匈牙利公使（1940年－1945年）
1939年1月10日，匈牙利承认满洲国。8月17日，满洲国政府设立驻匈牙利王国公使馆。次年7月11日，任命驻德公使吕宜文兼驻匈牙利。
| 姓名   | 任命          | 到任          | 递交国书      | 免职   | 离任 | 外交衔级 | 外交职务     | 备注     | 备注 |
| ------ | ------------- | ------------- | ------------- | ------ | ---- | -------- | ------------ | -------- | ---- |
| 吕宜文 | 1940年7月11日 | 1940年10月1日 | 1940年10月4日 | 1945年 |      | 公使     | 特命全权公使 | 驻德国兼 |      |

### 中华民国（汪精卫政权）驻匈牙利公使（1942年－1945年）
1941年7月1日，匈牙利承认汪精卫政权。
| 姓名 | 任命          | 到任 | 递交国书 | 免职 | 离任 | 外交衔级 | 外交职务     | 备注         | 备注 |
| ---- | ------------- | ---- | -------- | ---- | ---- | -------- | ------------ | ------------ | ---- |
| 李芳 | 1942年2月28日 |      |          |      |      | 公使     | 特命全权公使 | 驻罗马尼亚兼 |      |

### 中华人民共和国驻匈牙利大使（1950年至今）
1949年10月4日，匈牙利承认中华人民共和国，并于10月6日与中华人民共和国建交。
| 姓名   | 任命           | 任命           | 到任           | 递交国书       | 免职           | 免职           | 离任           | 外交衔级 | 外交职务     | 备注 |
| 姓名   | 全国人大常委会 | 主席           | 到任           | 递交国书       | 全国人大常委会 | 主席           | 离任           | 外交衔级 | 外交职务     | 备注 |
| ------ | -------------- | -------------- | -------------- | -------------- | -------------- | -------------- | -------------- | -------- | ------------ | ---- |
| 黄镇   | 1950年6月28日  | 1950年6月13日  | 1950年8月19日  | 1950年8月24日  | 1954年9月9日   | 1954年9月16日  | 1954年9月9日   | 大使     | 特命全权大使 |      |
| 郝德青 | 1954年9月9日   | 1954年9月16日  | 1954年11月     | 1954年11月25日 | 1961年3月22日  | 1961年5月9日   | 1961年4月19日  | 大使     | 特命全权大使 |      |
| 柴泽民 | 1961年3月22日  | 1961年5月9日   | 1961年6月16日  | 1961年6月20日  | 1964年6月9日   | 1964年8月6日   | 1964年7月3日   | 大使     | 特命全权大使 |      |
| 韩克华 | 1964年6月9日   | 1964年8月6日   | 1964年8月31日  | 1964年9月8日   | 不適用         | 不適用         | 1967年8月      | 大使     | 特命全权大使 |      |
| 刘俊章 | 不適用         | 不適用         | 1967年8月      | 不適用         | 不適用         | 不適用         | 1970年8月      |          | 临时代办     |      |
| 吕志先 | 不適用         | 不適用         | 1970年8月17日  | 1970年8月26日  | 不適用         | 不適用         | 1973年1月8日   | 大使     | 特命全权大使 |      |
| 李则望 | 不適用         | 不適用         | 1973年3月9日   | 1973年3月14日  | 1977年10月24日 | 不適用         | 1976年12月15日 | 大使     | 特命全权大使 |      |
| 刘铁生 | 1977年10月24日 | 不適用         | 1977年3月3日   | 1977年3月9日   | 1979年2月23日  | 不適用         | 1978年5月      | 大使     | 特命全权大使 |      |
| 冯于九 | 1979年2月23日  | 不適用         | 1979年4月10日  | 1979年4月20日  | 1982年11月19日 | 不適用         | 1983年1月25日  | 大使     | 特命全权大使 |      |
| 马列   | 1982年11月19日 | 不適用         | 1983年3月16日  | 1983年3月21日  | 1985年3月21日  | 1985年9月29日  | 1985年8月23日  | 大使     | 特命全权大使 |      |
| 朱安康 | 1985年3月21日  | 1985年9月29日  | 1985年9月      | 1985年9月17日  | 1989年7月6日   | 1989年10月30日 | 1989年10月     | 大使     | 特命全权大使 |      |
| 戴秉国 | 1989年7月6日   | 1989年10月30日 | 1989年11月     | 1989年11月29日 | 1991年12月29日 | 1992年3月4日   | 1992年2月      | 大使     | 特命全权大使 |      |
| 陈之骝 | 1991年12月29日 | 1992年3月4日   | 1992年5月      | 1992年5月7日   | 1996年3月1日   | 1996年7月24日  | 1996年6月      | 大使     | 特命全权大使 |      |
| 陈国焱 | 1996年3月1日   | 1996年7月24日  | 1996年7月      |                | 1999年10月31日 | 2000年2月25日  | 2000年1月      | 大使     | 特命全权大使 |      |
| 赵希迪 | 1999年10月31日 | 2000年2月25日  | 2000年1月      | 2000年2月9日   | 2003年4月26日  | 2003年8月25日  | 2003年7月      | 大使     | 特命全权大使 |      |
| 朱祖寿 | 2003年4月26日  | 2003年8月25日  | 2003年9月      |                | 2006年6月29日  | 2007年3月30日  | 2007年1月      | 大使     | 特命全权大使 |      |
| 张春祥 | 2006年6月29日  | 2007年3月30日  | 2007年3月      | 2007年4月2日   | 2009年4月24日  | 2009年8月5日   | 2009年7月      | 大使     | 特命全权大使 |      |
| 高建   | 2009年4月24日  | 2009年8月5日   | 2009年8月14日  | 2009年8月18日  | 2012年2月29日  | 2012年12月25日 | 2012年10月     | 大使     | 特命全权大使 |      |
| 肖千   | 2012年2月29日  | 2012年12月25日 | 2012年11月28日 | 2012年12月3日  | 2015年2月27日  | 2015年7月3日   | 2015年6月      | 大使     | 特命全权大使 |      |
| 段洁龙 | 2015年2月27日  | 2015年7月3日   | 2015年7月4日   | 2015年7月8日   | 2020年8月11日  | 2020年11月5日  | 2020年9月30日  | 大使     | 特命全权大使 |      |
| 齐大愚 | 2020年8月11日  | 2020年11月5日  | 2020年10月31日 | 2020年12月2日  |                | 2023年10月8日  | 2022年12月     | 大使     | 特命全权大使 |      |
| 龚韬   |                | 2023年10月8日  | 2023年9月11日  | 2023年9月28日  | 现任           |                |                | 大使     | 特命全权大使 |      |